# Tour de Romandie 1999
La 53e édition du Tour de Romandie a eu lieu du 4 au 9 mai 1999. Elle a été remportée par le Champion de France Laurent Jalabert.

## Déroulement de la course
Laurent Jalabert domine la course en remportant les contre-la-montre et en contrôlant ses adversaires en montagne. Il signe trois victoires d'étape.

## Parcours et résultats
| Étape     | Date  | Villes étapes                  | Distance   | Vainqueur d’étape | Leader du classement général |
| --------- | ----- | ------------------------------ | ---------- | ----------------- | ---------------------------- |
| Prologue  | 4 mai | Bernex – Bernex                | 4,9 (clm)  | Laurent Jalabert  | Laurent Jalabert             |
| 1re étape | 5 mai | Genève – Fleurier              | 165,5      | Giuliano Figueras | Gabriele Missaglia           |
| 2e étape  | 6 mai | Môtiers – Moléson-sur-Gruyères | 171        | Laurent Jalabert  | Laurent Jalabert             |
| 3ea étape | 7 mai | Bulle – Moudon                 | 66,5       | Jeroen Blijlevens | Laurent Jalabert             |
| 3eb étape | 7 mai | Moudon – Moudon                | 18,5 (clm) | Laurent Jalabert  | Laurent Jalabert             |
| 4e étape  | 8 mai | Moudon – Veysonnaz             | 157        | Óscar Sevilla     | Laurent Jalabert             |
| 5e étape  | 9 mai | Sion – Genève                  | 180        | Mario Cipollini   | Laurent Jalabert             |

## Classement général final
| #   | Coureur            | Équipe           |    | Temps            |
| 1.  | Laurent Jalabert   | ONCE             | en | 19 h 23 min 31 s |
| 2.  | Beat Zberg         | Rabobank         | +  | 44 s             |
| 3.  | Wladimir Belli     | Festina          |    | 1 min 09 s       |
| 4.  | Paolo Savoldelli   | Saeco            |    | 1 min 20 s       |
| 5.  | Oscar Camenzind    | Lampre-Daikin    |    | 1 min 50 s       |
| 6.  | Andrea Noè         | Mapei Quick Step |    | 2 min 09 s       |
| 7.  | Óscar Sevilla      | Kelme            |    | 2 min 11 s       |
| 8.  | Leonardo Piepoli   | Banesto          |    | 2 min 44 s       |
| 9.  | Markus Zberg       | Rabobank         |    | 3 min 48 s       |
| 10. | Gabriele Missaglia | Lampre-Daikin    |    | 4 min 03 s       |

## Étapes

### Prologue
Le prologue s'est déroulé le 4 mai 1999 dans les rues de Bernex. 
Le Champion de France Laurent Jalabert s'impose et endosse le maillot de leader.
| #  | Coureur            | Équipe        |    | Temps      |
| 1. | Laurent Jalabert   | ONCE          | en | 5 min 44 s |
| 2. | Roberto Petito     | Saeco         | +  | 2 s        |
| 3. | Gabriele Missaglia | Lampre-Daikin |    | 5 s        |
| 4. | Mario Cipollini    | Saeco         |    | 6 s        |
| 5. | Andrea Peron       | ONCE          |    | 7 s        |

| #  | Coureur            | Équipe        |    | Temps      |
| 1. | Laurent Jalabert   | ONCE          | en | 5 min 44 s |
| 2. | Roberto Petito     | Saeco         | +  | 2 s        |
| 3. | Gabriele Missaglia | Lampre-Daikin |    | 5 s        |
| 4. | Mario Cipollini    | Saeco         |    | 6 s        |
| 5. | Andrea Peron       | ONCE          |    | 7 s        |

### 1reétape
La première étape s'est déroulée le 5 mai 1999 entre Genève et Fleurier. L'Italien Giuliano Figueras remporte cette étape devant ses sept compagnons d'échappée parmi lesquels figure son compatriote Gabriele Missaglia qui s'empare du maillot de leader.
| #  | Coureur            | Équipe           |    | Temps           |
| 1. | Giuliano Figueras  | Mapei Quick Step | en | 4 h 18 min 18 s |
| 2. | Niki Aebersold     | Rabobank         | +  | 0 s             |
| 3. | Gabriele Missaglia | Lampre-Daikin    |    | m.t.            |

| #  | Coureur            | Équipe        |    | Temps |
| 1. | Gabriele Missaglia | Lampre-Daikin | en |       |
| 2. | Niki Aebersold     | Rabobank      | +  | 6 s   |
| 3. | Paolo Savoldelli   | Saeco         |    | 11 s  |

### 2eétape
La deuxième étape s'est déroulée le 6 mai 1999 entre Motiers et Moleson-sur-Gruyères.
Elle voit la victoire en solitaire de Laurent Jalabert qui a pu distancer tous ses adversaires dans la dernière côte du parcours. Le Champion de France récupère le maillot de leader perdu la veille.
| #  | Coureur           | Équipe        |    | Temps           |
| 1. | Laurent Jalabert  | ONCE          | en | 4 h 29 min 30 s |
| 2. | Leonardo Piepoli  | Banesto       | +  | 9 s             |
| 3. | Beat Zberg        | Rabobank      |    | 20 s            |
| 4. | Paolo Savoldelli  | Saeco         |    | m.t.            |
| 5. | Simone Borgheresi | Mercatone Uno |    | m.t.            |

| #  | Coureur            | Équipe        |    | Temps |
| 1. | Laurent Jalabert   | ONCE          | en |       |
| 2. | Gabriele Missaglia | Lampre-Daikin | +  | 4 s   |
| 3. | Paolo Savoldelli   | Saeco         |    | 10 s  |
| 4. | Wladimir Belli     | Festina       |    | 18 s  |
| 5. | Niki Aebersold     | Rabobank      |    | 22 s  |

### 3ea étape
Le premier secteur de la troisième étape s'est déroulée le 7 mai 1999 entre Bulle et Moudon.
Le Néerlandais Jeroen Blijlevens s'impose au sprint. Laurent Jalabert conserve le maillot de leader.
| #  | Coureur           | Équipe          |    | Temps           |
| 1. | Jeroen Blijlevens | TVM-Farm Frites | en | 1 h 29 min 01 s |
| 2. | Mario Cipollini   | Saeco           | +  | m.t.            |
| 3. | Ján Svorada       | Lampre-Daikin   |    | m.t.            |
| 4. | Massimo Strazzer  | Mobilvetta      |    | m.t.            |

| #  | Coureur            | Équipe        |    | Temps |
| 1. | Laurent Jalabert   | ONCE          | en |       |
| 2. | Gabriele Missaglia | Lampre-Daikin | +  | 4 s   |
| 3. | Paolo Savoldelli   | Saeco         |    | 10 s  |
| 4. | Wladimir Belli     | Festina       |    | 18 s  |

### 3eb étape
Le second secteur de la quatrième étape s'est déroulée le 7 mai 1999 autour de Moudon. Le leader de la course Laurent Jalabert remporte une troisième victoire en quatre jours en s'imposant dans ce contre-la-montre pour une seconde devant Beat Zberg.
| #  | Coureur          | Équipe   |    | Temps       |
| 1. | Laurent Jalabert | ONCE     | en | 23 min 51 s |
| 2. | Beat Zberg       | Rabobank | +  | 1 s         |
| 3. | Wladimir Belli   | Festina  |    | 37 s        |
| 4. | Andrea Peron     | ONCE     |    | 43 s        |
| 5. | David Millar     | Cofidis  |    | 44 s        |

| #  | Coureur            | Équipe        |    | Temps      |
| 1. | Laurent Jalabert   | ONCE          | en |            |
| 2. | Beat Zberg         | Rabobank      | +  | 38 s       |
| 3. | Wladimir Belli     | Festina       |    | 55 s       |
| 4. | Gabriele Missaglia | Lampre-Daikin |    | 1 min 12 s |
| 5. | Paolo Savoldelli   | Saeco         |    | 1 min 14 s |

### 4eétape
La quatrième étape s'est déroulée le 8 mai 1999 entre Moudon et Veysonnaz. La victoire revient à un jeune grimpeur espagnol : Óscar Sevilla. Laurent Jalabert conserve le maillot de leader.
| #  | Coureur          | Équipe        |    | Temps           |
| 1. | Óscar Sevilla    | Kelme         | en | 4 h 14 min 34 s |
| 2. | Laurent Jalabert | ONCE          | +  | 9 s             |
| 3. | Oscar Camenzind  | Lampre-Daikin |    | m.t.            |
| 4. | Beat Zberg       | Rabobank      |    | m.t.            |

| #  | Coureur          | Équipe   |    | Temps      |
| 1. | Laurent Jalabert | ONCE     | en |            |
| 2. | Beat Zberg       | Rabobank | +  | 44 s       |
| 3. | Wladimir Belli   | Festina  |    | 1 min 09 s |
| 4. | Paolo Savoldelli | Saeco    |    | 1 min 20 s |

### 5eétape
La cinquième et dernière étape s'est déroulée le 9 mai 1999 entre Sion et Genève. Elle a été remportée au sprint par Mario Cipollini tandis que Laurent Jalabert remportait le classement général final. C'est sa troisième victoire de la saison dans une course par étapes après le Tour du Pays basque et la Semaine catalane.
| #  | Coureur           | Équipe          |    | Temps           |
| 1. | Mario Cipollini   | Saeco           | en | 4 h 22 min 02 s |
| 2. | Jeroen Blijlevens | TVM-Farm Frites | +  | 0 s             |
| 3. | Ángel Edo         | Kelme           |    | m.t.            |
| 4. | Markus Zberg      | Rabobank        |    | m.t.            |
| 5. | Christian Heule   | Ericsson        |    | m.t.            |

| #  | Coureur          | Équipe        |    | Temps            |
| 1. | Laurent Jalabert | ONCE          | en | 19 h 23 min 31 s |
| 2. | Beat Zberg       | Rabobank      | +  | 44 s             |
| 3. | Wladimir Belli   | Festina       |    | 1 min 09 s       |
| 4. | Paolo Savoldelli | Saeco         |    | 1 min 20 s       |
| 5. | Oscar Camenzind  | Lampre-Daikin |    | 1 min 50 s       |